# Desarrollo rápido de aplicaciones
El desarrollo rápido de aplicaciones o RAD (acrónimo en inglés de rapid application development) es un proceso de desarrollo de software, desarrollado inicialmente por James Martin en 1991 basado en el trabajo hecho por Scott Shultz en los 80.  El método comprende el desarrollo interactivo, la construcción de prototipos y el uso de utilidades CASE (ingeniería asistida por computadora). Tradicionalmente, el desarrollo rápido de aplicaciones tiende a englobar también la usabilidad, utilidad y la rapidez de ejecución.
Hoy en día se suele utilizar para referirnos al desarrollo rápido de interfaces gráficas de usuario tales como Glade, o entornos de desarrollo integrado completos. Algunas de las plataformas más conocidas son Visual Studio, Lazarus, Gambas, Delphi, Foxpro, Anjuta o Game Maker. En el área de la autoría multimedia, software como Neosoft Neobook y MediaChance Multimedia Builder proveen plataformas de desarrollo rápido de aplicaciones, dentro de ciertos límites...
Principios básicos:
- Objetivo clave es para un rápido desarrollo y entrega de una alta calidad en un sistema de relativamente bajo coste de inversión.
- Intenta reducir los riesgos inherentes del proyecto partiéndolo en segmentos más pequeños y proporcionar más facilidad de cambio durante el proceso de desarrollo.
- Orientación dedicada a producir sistemas de alta calidad con rapidez, principalmente mediante el uso de iteración por prototipos (en cualquier etapa de desarrollo), promueve la participación de los usuarios y el uso de herramientas de desarrollo computarizadas. Estas herramientas pueden incluir constructores de Interfaz gráfica de usuario (GUI), Computer Aided Software Engineering (CASE) las herramientas, los sistemas de gestión de bases de datos (DBMS), lenguajes de programación de cuarta generación, generadores de código, y técnicas orientada a objetos.
- Hace especial hincapié en el cumplimiento de la necesidad comercial, mientras que la ingeniería tecnológica o la excelencia es de menor importancia.
- Control de proyecto implica el desarrollo de prioridades y la definición de los plazos de entrega. Si el proyecto empieza a aplazarse, se hace hincapié en la reducción de requisitos para el ajuste, no en el aumento de la fecha límite.
- La participación activa de los usuarios es imprescindible.
- Iterativamente realiza la producción de software, en lugar de enfocarse en un prototipo.
- Produce la documentación necesaria para facilitar el futuro desarrollo y mantenimiento.

## Antecedentes
Comenzando con las ideas de Barry Boehm y Scott Shultz,  Martin desarrolló el Rapid Application Development durante los años 1980 en IBM y finalmente lo formalizó publicando un libro en 1990.